# Gerald Hugh Brabazon
Gerald Hugh Brabazon, né le 7 décembre 1854 à Montréal et mort le 27 décembre 1938 à Ottawa, est un arpenteur-géomètre et homme politique canadien.

## Biographie
Il est né à Montréal de parents d'origine irlandaise. Il entame une carrière publique en devenant maire de Portage-du-Fort, poste qu'il occupa pendant 18 ans, ainsi qu'administrateur du comté de Pontiac pendant 12 ans. Il sert sous les ordres de Frederick Middleton lors de la Rébellion du Nord-Ouest en 1885. 
Élu député du Parti conservateur dans la circonscription fédérale de Pontiac en 1904, il avait précédemment tenté sa chance en 1900. Défait par le libéral George Fred Hodgins en 1908, il retrouve son poste en 1911. Il ne se représente pas en 1917.